# Samuel Lobé
Pour les articles homonymes, voir Lobé.
Samuel Lobé, né le 7 mars 1967 à Caen est un footballeur français, professionnel de 1986 à 2001, reconverti en consultant. Durant sa carrière de joueur, il évolue au poste d'avant-centre. Il est le frère d'Albert Lobé, également footballeur professionnel.

## Biographie
D'origine camerounaise, Samuel Lobé nait à Caen, d'un père avocat.

### Carrière de footballeur

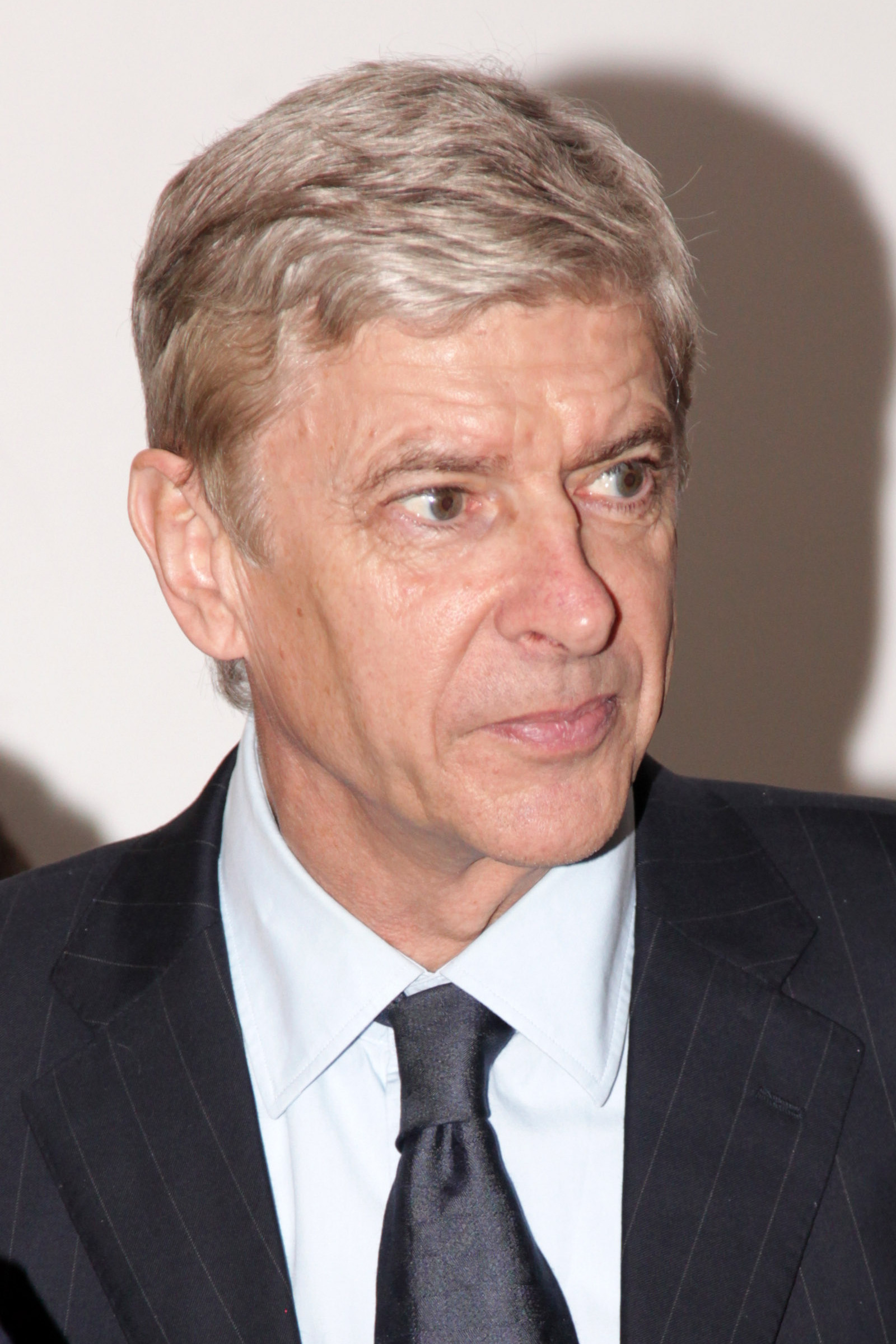
Arsène Wenger lance Samuel Lobé en D1 à 17 ans.

Repéré par Aldo Platini, il est formé par Alain Perrin à l'AS Nancy Lorraine, dans un club qui alterne entre la première division et la deuxième division. En 1982 il signe un contrat aspirant. En février 1984 il est sélectionné en équipe de France juniors A2 (actuels U18). N'ayant pas sa place dans le club lorrain malgré des débuts en D1 à 17 ans, il est prêté un an au Gazélec Ajaccio avant de revenir à Nancy pour la saison 1987-1988, en deuxième division.
Au début de sa carrière, il joue dans des clubs modestes de 2e division : Dijon, Bourges, Créteil et Rouen. Il y marque 46 buts en cinq saisons.
Il évolue par la suite dans des clubs de D2 plus ambitieux comme Laval, au coude à coude avec l'AS Nancy-Lorraine pour la troisième place de la saison 1995-1996, mais les Lavallois entrainés par Denis Troch sont défaits lors de la 42e et dernière journée à Perpignan. Cette saison-là, il marque 20 buts en championnat. Faute d'accord avec son club à propos de son salaire, il quitte le Stade lavallois en 1996.
Il rebondit à l'US Créteil qui vient d'être reprise par Alain Afflelou et termine deuxième meilleur buteur de National.
En 1997, il rejoint Lille qui vient d'être relégué en D2. Aux côtés de Djezon Boutoille, Patrick Collot ou Laurent Peyrelade, il réalise une superbe saison avec 19 buts inscrits en championnat mais le club rate la montée en mai 1998 en terminant quatrième à un point seulement du FC Sochaux. France Football lui attribue du joueur de l'année 1997 en Division 2. L'aventure lilloise s'arrête quelques mois plus tard, Samuel Lobé n'entrant plus dans les plans du nouvel entraîneur Vahid Halilhodžić. 
Il signe alors à Troyes, où il retrouve son ancien formateur Alain Perrin. Troyes monte en D1 grâce à une différence de buts favorable par rapport à Lille. Mais Lobé ne retrouve pas son niveau d'antan, surtout en D1. Il termine sa carrière à Martigues en D2, où il ne marque aucun but.
Avec 111 buts marqués, il est l'un des meilleurs buteurs de l'histoire de la Division 2 derrière Jean-Pierre Orts, Bruno Roux, Didier Monczuk et Guilherme Mauricio.

### Reconversion
En 2001 il fait partie de la deuxième promotion du DU Manager général de club professionnel du CDES de Limoges. Il en est diplômé en 2003. En mars 2002, il obtient le BEES 1er degré. En février 2003, après une formation à Clairefontaine, il obtient la partie spécifique du diplôme d'entraîneur de football (DEF).
En 2002, il entame une carrière de consultant télé pour le Groupe Canal+, il commente des matchs du championnat d'Angleterre sur Sport+. Puis il rejoint TPS en 2004, où en plus de suivre le championnat anglais, il suit aussi le championnat allemand. 
Titulaire du diplôme d'entraîneur, il dirige l'AS Orly en DH pendant la saison 2004-2005. L'expérience est mitigée : en octobre son équipe pointe à la dernière place du classement. Samuel Lobé annonce sa démission, avant de revenir sur sa décision. Orly se maintient finalement en DH mais Lobé quitte le club. En 2005-2006 il participe à « Dix mois vers l'emploi », programme développé par l'UNECATEF à destination des entraîneurs sans club. 
En 2007, il devient le consultant des grandes affiches de Ligue 2 sur Ma Chaîne Sport, parallèlement il commente des matchs internationaux sur NT1. MCS ayant perdu les droits de ce championnat en 2010, il continue de commenter des rencontres de Copa Libertadores et Copa Sudamericana. Il est également de retour sur le groupe Canal +, en tant que pigiste, en commentant des matchs du championnat du Brésil, de Premier League ou de Bundesliga sur TPS Star et Sport+. Il exerce aussi sur TV5 Monde pour des matchs de Ligue 1.
De 2011 à 2012 il est recruteur pour l'AS Beauvais Oise. A la relégation du club en CFA, il n'est pas conservé.

## Distinctions personnelles
- Joueur de l'année 1997 en Division 2 selon France Football.